# Elio Chacón
Elio Chacón Rodríguez (Caracas, 26 de octubre de 1936 – 24 de abril de 1992) fue un segunda base y campocorto de las Grandes Ligas de Béisbol que jugó en la Liga Nacional de 1960 a 1962. Fue el séptimo beisbolista de Venezuela en jugar en las mayores.

## Carrera
Nació en Caracas, Chacón era hijo del jugador cubano Pelayo Chacón y hermano de Pelayo Chacón Jr.. A los 19 años de edad, jugó en los Juegos Panamericanos de 1955, bateando .323 y slugging de .516 contribuyendo para que la selección de Venezuela obtuviera la medalla de bronce.

### Liga venezolana
Ese mismo año comenzó su carrera en el béisbol venezolano cuando debutó con los Industriales de Valencia en la temporada 1955-56, equipo en el cual también jugaba su hermano. Dejó cifras de .284 de promedio de bateo en 204 turnos en los cuales conectó 58 imparables, anotó 38 veces y remolcó 21 carreras, cifras que le permitieron obtener el premio al Novato del Año y contribuyó con la obtención del título de campeonato a su divisa. Con los Industriales participó en 4 temporadas, hasta la 1958-1959 obteniendo tres campeonatos y un subcampeonato.
Chacon jugó con los Industriales de Valencia (1955-1959); Licoreros de Pampero (1959-1962); Tiburones de La Guaira (1962-1967); Tigres de Aragua (1967-1970);"Águilas del Zulia (1970-1971); Tigres de Aragua (1970-1971) y Águilas del Zulia (1971-1973).
En la Liga Venezolana de Béisbol Profesional participó en 17 temporadas, 713 partidos, tuvo 2.509 turnos al bate, conectó 655 imparables, 91 dobles, 13 triples, 5 jonrones, anotó 360 carreras e impulsó 197, se robó 78 bases, y dejó promedio de bateo en .261 y slugging de .314.
Fue campeón cinco veces: "Industriales de Valencia" (1956-1957), (1960-1961), (1962-1963); "Leones del Caracas" (1960-1961) y "Tiburones de La Guaira" (1964-1965).

### Grandes Ligas

#### Cincinnati Reds
Llegó a las ligas mayores en 1960, de la mano de los Cincinnati Reds, quienes lo firmaron como agente libre amateur y lo asignaron por dos temporadas como segunda base de reserva.  En su primera zafra tuvo 116 turnos en los cuales bateó 21 imparables, anotó 14 carreras, remolcó 7 y también se robó 7 bases. Al año siguiente, bateó .265 e inició 34 partidos en la temporada regular. Los Reds avanzaron a la postemporada al liderar la LIga Nacional con foja de 93 victorias y 61 derrotas. 

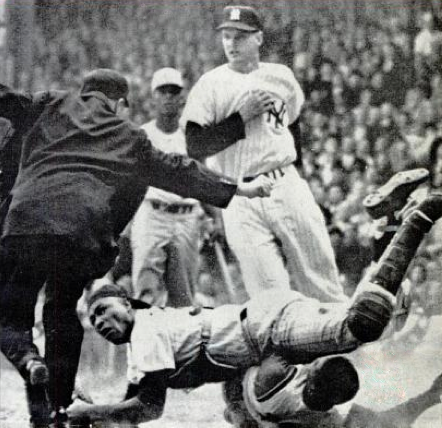
El receptor de los Yankees de Nueva York, Elston Howard, mira la llamada del árbitro Jocko Conlan durante la parte superior de la quinta entrada del Juego 2 de la Serie Mundial de 1961, jugado el 5 de octubre de 1961 en el Yankee Stadium. El segunda base de los Cincinnati Reds, Elio Chacón, se desliza y llega quieto al home, mientras su compañero de equipo Vada Pinson y el lanzador de los Yankees Ralph Terry observan. La carrera puso a los Rojos arriba 3-2, y finalmente ganarían su único juego de la serie 6-2.

En el Juego 2 de la Serie Mundial de 1961, Chacón conectó un sencillo clave contra el lanzador de los Yankees de Nueva York, Ralph Terry, y anotó la carrera ganadora en la única victoria de los Rojos en la serie, .La jugada fue muy discutida, pues Chacón anotó en carrera al escapársele la pelota al catcher Elston Howard, de los Yanquis. Fue decretada oficialmente como pasbol aunque aún muchos creen que fue un robo de home. En la serie, bateó .250 (3 de 12), anotó 2 carreras, recibió un boleto y se robó una base.
Inmediatamente después de la Serie Mundial, el 10 de octubre de 1961, se llevó a cabo en Cincinnati el draft de expansión de la MLB para incorporar a los recién nacidos Houston Colt .45 y los New York Mets. Luego de ser seleccionado por Nueva York con la cuarta selección general durante la fase regular del draft, Chacón fue el primer candidato de los Mets para el puesto de campocorto titular de 1962.

#### New York Mets
Chacón fue el primer venezolano en la historia de los Mets de Nueva York. El 13 de abril en el segundo encuentro de la campaña, hizo su debut en el Polo Grounds, de Nueva York, contra los Piratas de Pittsburgh al salir como corredor emergente en la quinta entrada por Ed Bouchee. Su primera apertura llegó el 18 en Nueva York frente a los Cardenales de San Luis. El mánager Casely Stengel lo puso en segunda base y segundo en el orden ofensivo. En el primer inning conectó su primer hit con los neoyorquinos, un doble ante Larry Jackson.
Los Mets perdieron sus primeros 9 juegos en las mayores hasta el 23 de abril de 1962 cuando vencieron a los Piratas en el estadio Forbes Field en Pittsburgh, 9 carreras por 1, La ofensiva de los Mets fue liderada por Chacón con 3 sencillos en 4 turnos, 2 carreras empujadas y 2 anotadas.
El 27 de mayo, en el primer juego de una doble cartelera en Candlestick Park, Roger Craig estaba enzarzado en una guerra de lanzamientos pegados a los bates de los Gigantes de San Francisco, En la parte baja de la séptima entrada, Willie Mays se embasó por sencillo y Orlando Cepeda por ser golpeado por el lanzador Roger Craig; Chacón, que cubría el campocorto, le hizo una seña a Craig para que cuidara a Mays. Cuando la estrella de los Gigantes volvía a la base se deslizó y golpeó con los spikes a Chacón, quien le respondió y comenzó una trifulca entre los dos equipos.Chacón fue levantado por Mays y amenazó con lanzarlo a las tribunas; sin embargo, Félix Mantilla acudió en su auxilio y terminaron todos los jugadores de ambos bandos enfrentados en el terreno. Chacón fue expulsado y lo sustituyó Rod Kanehl. En el segundo encuentro, el venezolano fue fuertemente abucheado por haber peleado con el ídolo Mays en su terreno.
Como campocorto titular de los Mets bateó .236 con un OBP de .368 (76 bases por bolas) en 118 juegos. Lideró al club en bases robadas, pero nunca volvió a aparecer en las Grandes Ligas. Los Mets lo enviaron a los Cardenales de San Luis al concluir la campaña y pasó los siguientes tres años en las sucursales de ligas menores.
En las mayores, Chacón fue un bateador de por vida de .232 con 143 hits, 4 jonrones, 28 carreras impulsadas, 49 anotadas y 20 bases robadas en 228 juegos jugados.
El 24 de abril de 1992, Elio Chacón murió en Caracas, a la edad de 55 años.

## ¡La tengo!
Durante la temporada de 1962, el jardinero central de los Mets de Nueva York, Richie Ashburn, y Chacón chocaban con frecuencia en los jardines. Cuando Ashburn iba a atrapar, gritaba: "I got it! I got it!" chocaba contra los 70 kilogramos de Chacón, que solo hablaba español. Para evitarlo, Ashburn aprendió a gritar "¡La tengo! ¡La tengo!" en español, con acento anglosajón. En un juego posterior, felizmente vio a Chacón retroceder. Se relajó, se posicionó para atrapar la bola y, en cambio, fue atropellado por el jardinero izquierdo de 90 kilogramos, Frank J. Thomas, quien no entendía español y se había perdido la reunión del equipo que proponía usar las palabras "¡La tengo!" como una forma de evitar colisiones en los jardines. Después de levantarse, Thomas le preguntó a Ashburn: "¿Qué diablos es un tango amarillo?". La banda, Yo La Tengo, recibe su nombre por esta anécdota del béisbol.